# آلن دو پوزیلهاک
آلن دو پوزیلهاک (انگلیسی: Alain de Pouzilhac؛ ۱۹۴۵ –) کارآفرین و ناشر اهل فرانسه است، که در سال ۱۹۶۸ شرکت هاواس را تأسیس کرد. وی هم‌اکنون به عنوان رئیس بخش اخبار فرانس ۲۴ فعالیت می‌کند.